# Guy Rowland
Guy Rowland (* 1964 in London) ist ein ehemaliger britischer Radrennfahrer und nationaler Meister im Radsport.

## Sportliche Laufbahn
Rowland war im Bahnradsport und im Straßenradsport aktiv. 1985 gewann er den nationalen Titel im Zweier-Mannschaftsfahren mit Greg Newton als Partner, 1988 wurde er Zweiter und 1986 kam er auf den dritten Rang. 1984 wurde er Vize-Meister in der Mannschaftsverfolgung.
Bei den Commonwealth Games 1986 startete er für England und gewann mit Chris Boardman, Robert Muzio, Gary Coltman und Jon Walshaw die Bronzemedaille in der Mannschaftsverfolgung. 1990 wurde er Vize-Meister im Scratch.
Auf der Straße gewann er einige britischen Eintagesrennen und Kriterien.